# Philodromus lasaensis
Philodromus lasaensis là một loài nhện trong họ Philodromidae.
Loài này thuộc chi Philodromus. Philodromus lasaensis được miêu tả năm 2000 bởi Chang-Min Yin et al..